# Butteville
Butteville (korábban La Butte vagy Butte) az Amerikai Egyesült Államok északnyugati részén, Oregon állam Marion megyéjében elhelyezkedő statisztikai település, a salemi statisztikai körzet része. A 2020. évi népszámlálási adatok alapján 273 lakosa van.
Az 1800-as években alapított településen 1887-ben önálló posta és iskola működött.

## Népesség
A település népességének változása:

| 2010 | 265 |
| 2020 | 273 |